# Тербрюгген, Хендрик
Хендрик Тербрюгген (нидерл. Hendrick Jansz Terbrugghen или нидерл. Hendrick Jansz Ter Brugghen; 1588, Девентер или Гаага — 1 ноября 1629, Утрехт) — голландский живописец бытового жанра. Один из главных представителей утрехтского караваджизма. «Писал картины в подчёркнуто вульгарном, простонародном духе с элементами иронии и гротеска».

## Биография

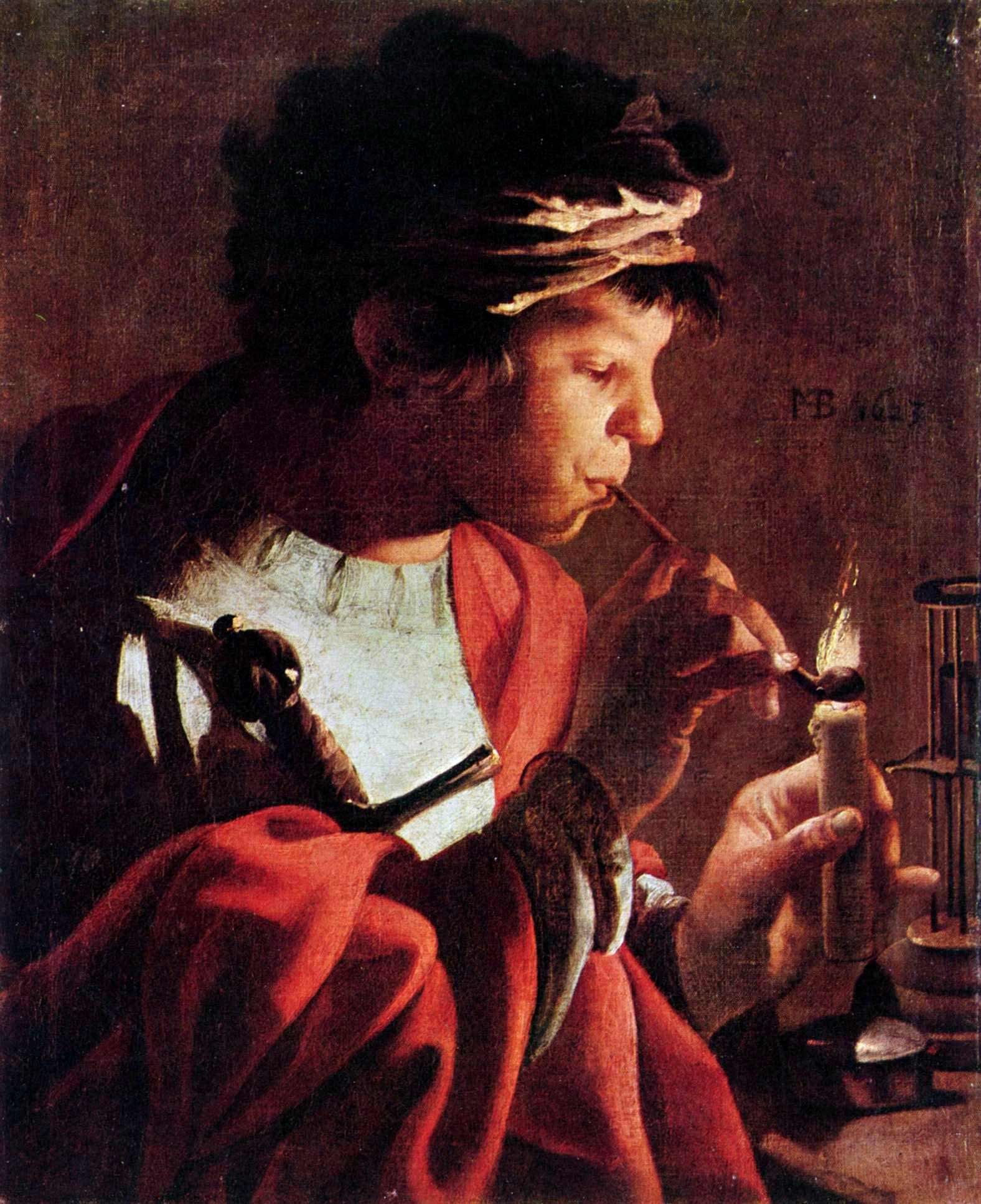
Мальчик с трубкой. 1623. Холст, масло. Частное собрание

О жизни художника известно немного. Его родители жили в Утрехте, но его отец Ян Эгбертс Тер Брюгген с 1585 года был судебным приставом в Голландских Штатах. Поэтому предполагается, что Хендрик родился в Гааге. Учился живописи у Абрахама Блумарта в Утрехте. Вероятно, после военной службы около 1607 года он совершил учебную поездку в Италию.
В то время в Риме тон задавали эффектные картины Караваджо, но вряд ли художники встречались, поскольку Караваджо бежал из Рима в 1606 году и жил на Сицилии. Однако несомненно, что Тербрюгген внимательно изучал произведения Караваджо в Риме, как и работы итальянских караваджистов, в частности Орацио Джентилески. На творчество Тербрюггена повлияли также болонские академисты Аннибале Карраччи, Доменикино, Гвидо Рени.
После возвращения в 1614 году через Милан и Швейцарию в Утрехт Тербрюгген работал вместе с Г. ван Хонтхорстом и другими утрехтскими караваджистами.
В 1616 году он стал членом Гильдии Святого Луки. В том же году он женился на Якомейне Вербек, падчерице своего старшего брата, трактирщика Яна Янса в Брюггене. От этого брака родилось восемь детей. Семья поселилась в доме на Шниппенфлюхте, застроенной части Аудеграхта между Стадхёйсбругом и Баккербругом. Именно здесь в 1627 году во время своего краткого пребывания в Утрехте побывал Питер Пауль Рубенс.
Хендрик Тербрюгген скончался во время эпидемии чумы в сравнительно молодом возрасте. Похоронен в церкви Бюркерк в Утрехте.

## Признание
Живопись Тербрюггена, отличающуюся выразительной силой и экспрессией контрастов света и тени, высоко ценили Рембрандт, Франс Халс, Ян Вермеер. Рубенс считал его лучшим из мастеров Утрехта. Тем не менее на долгое время художник был забыт. Однако ныне Хендрик Тербрюгген является одним из самых почитаемых художников Утрехта XVII века. Его произведения представлены в крупнейших музеях Европы и США.
В санкт-петербургском Эрмитаже хранится всего одна картина Тербрюггена: «Концерт».

## Галерея

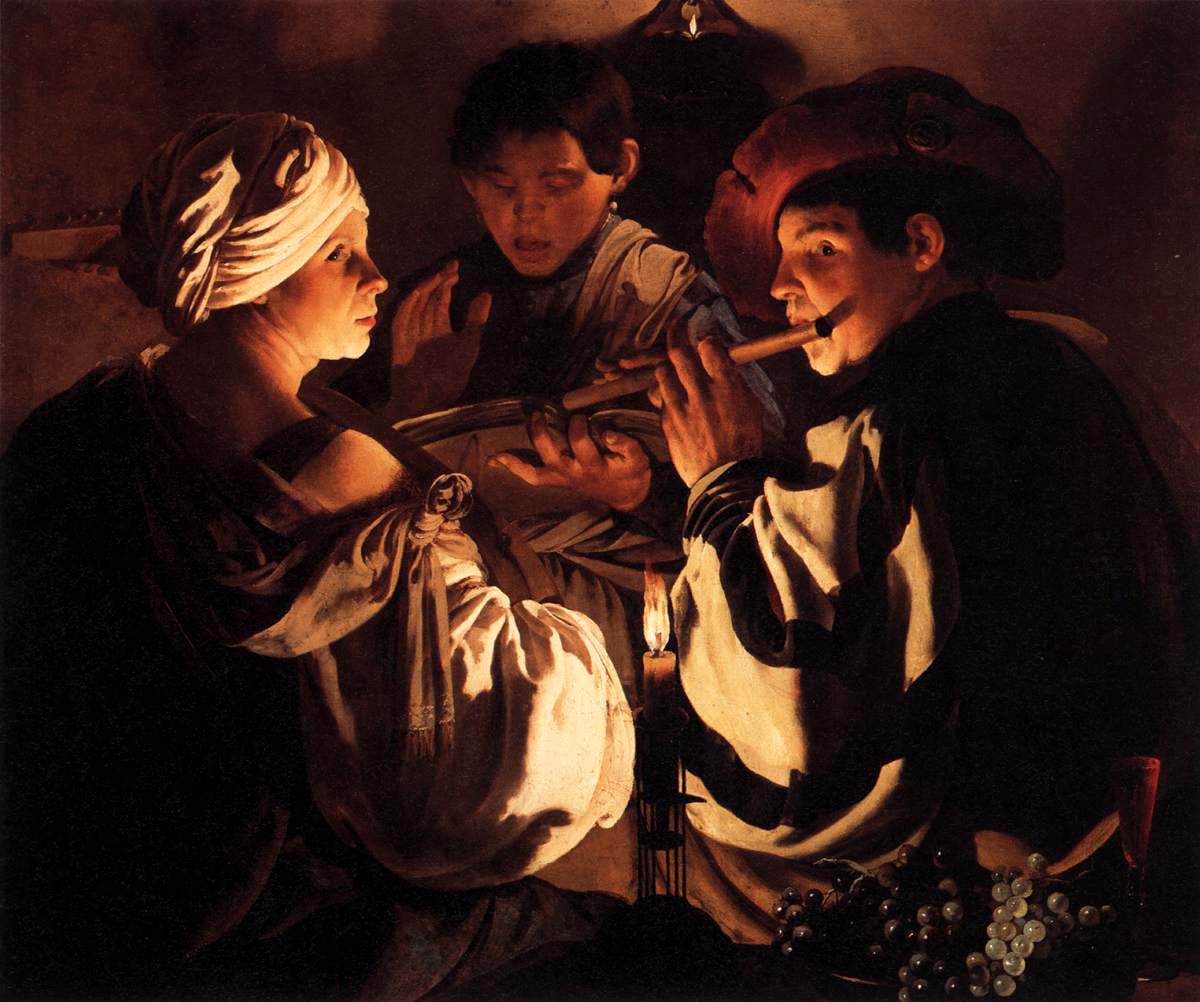
Концерт. Ок. 1626. Холст, масло. Национальная галерея, Лондон
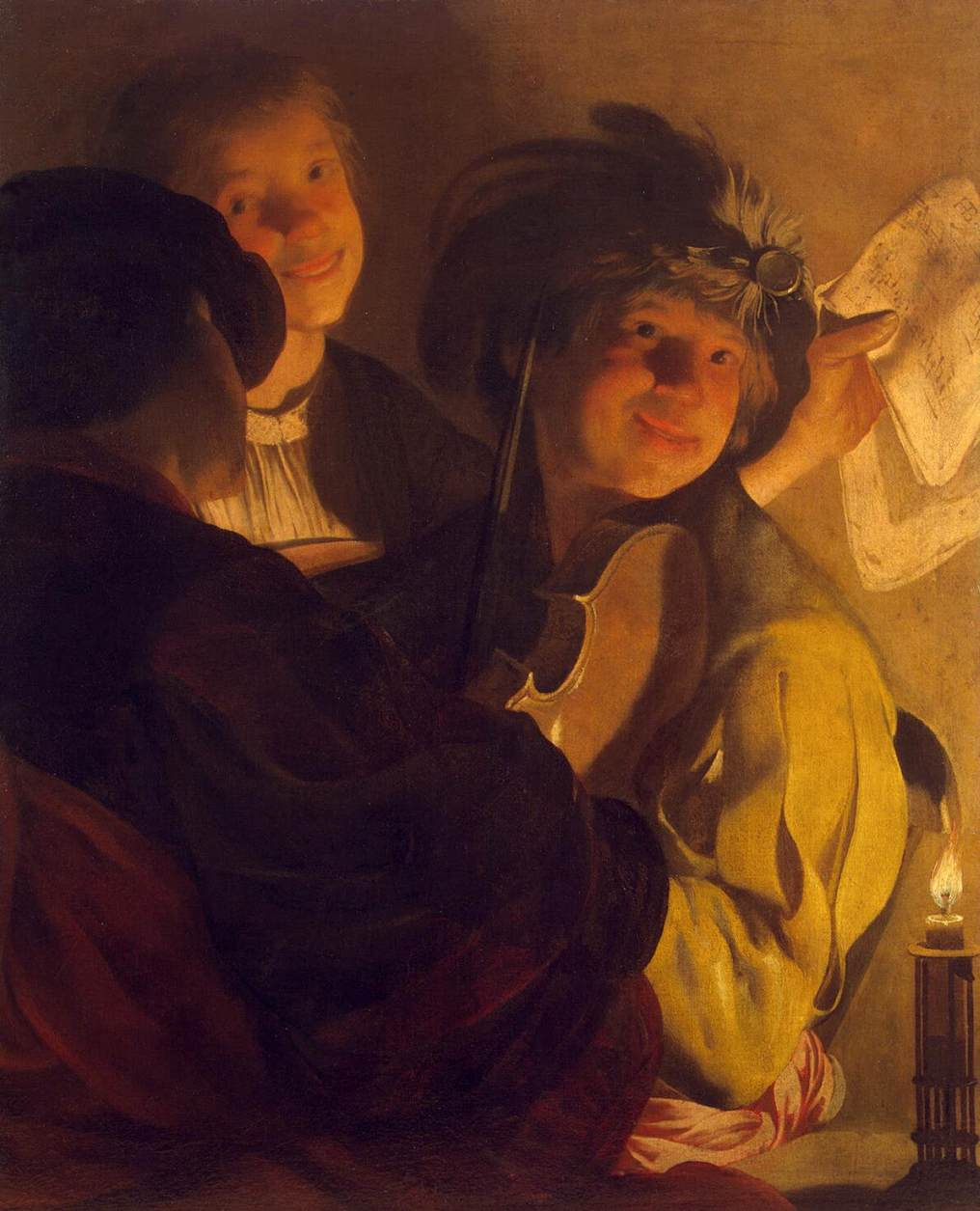
Концерт. 1626. Холст, масло. Государственный Эрмитаж, Санкт-Петербург
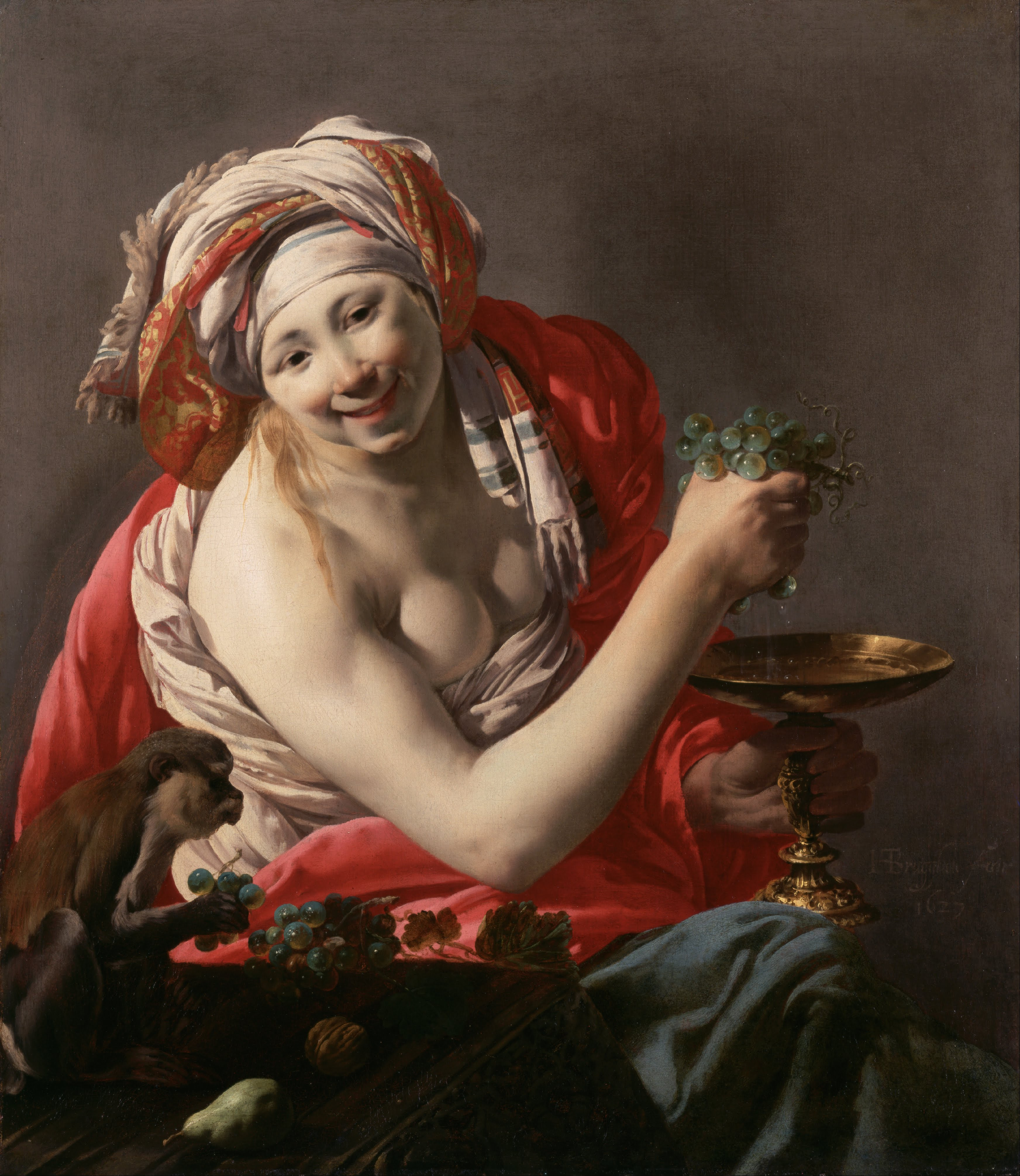
Вакханка с обезьянкой. 1627. Холст, масло. Центр Гетти, Лос-Анджелес, США
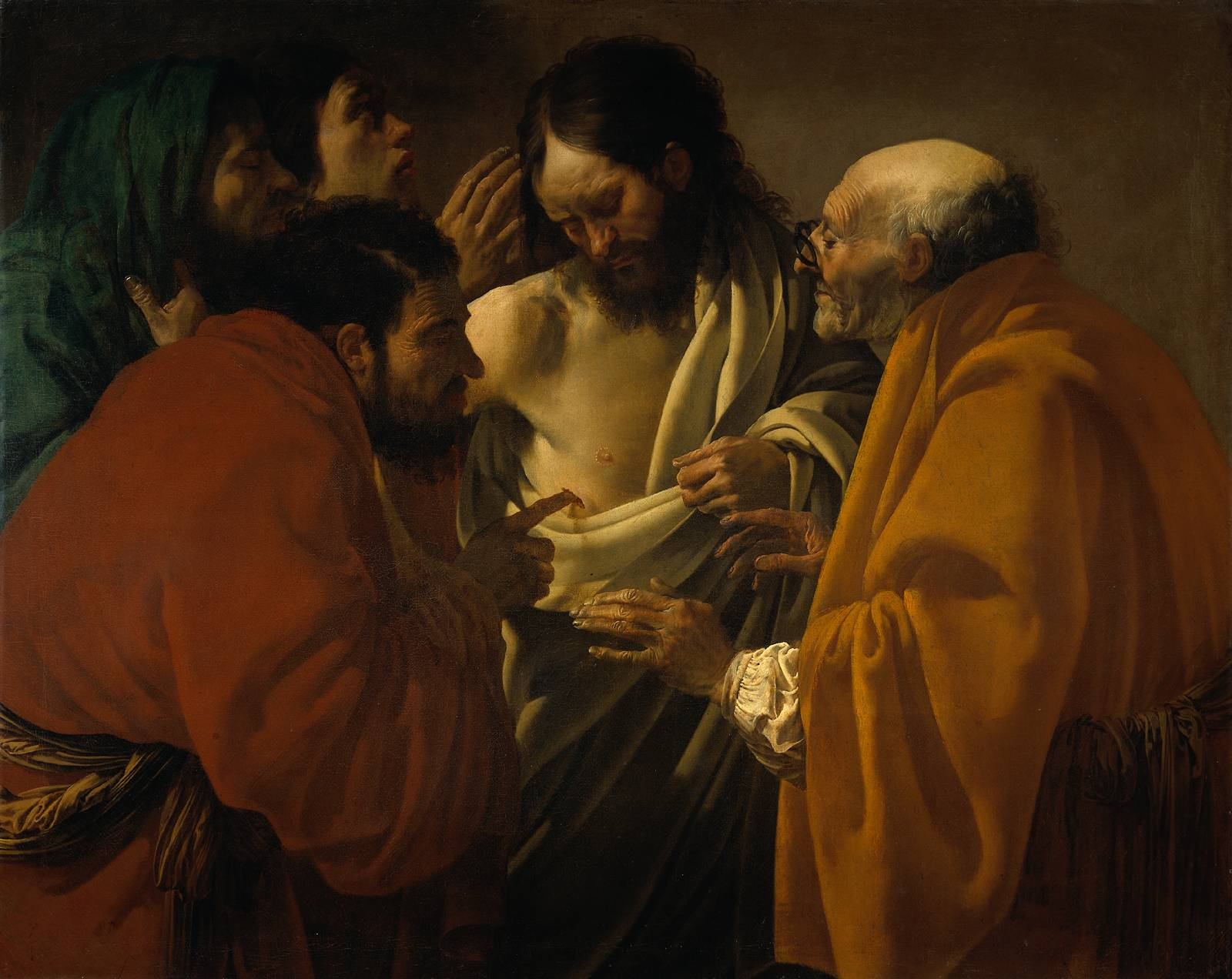
Фома Неверующий. Ок. 1622. Холст, масло. Рейксмюсеум, Амстердам
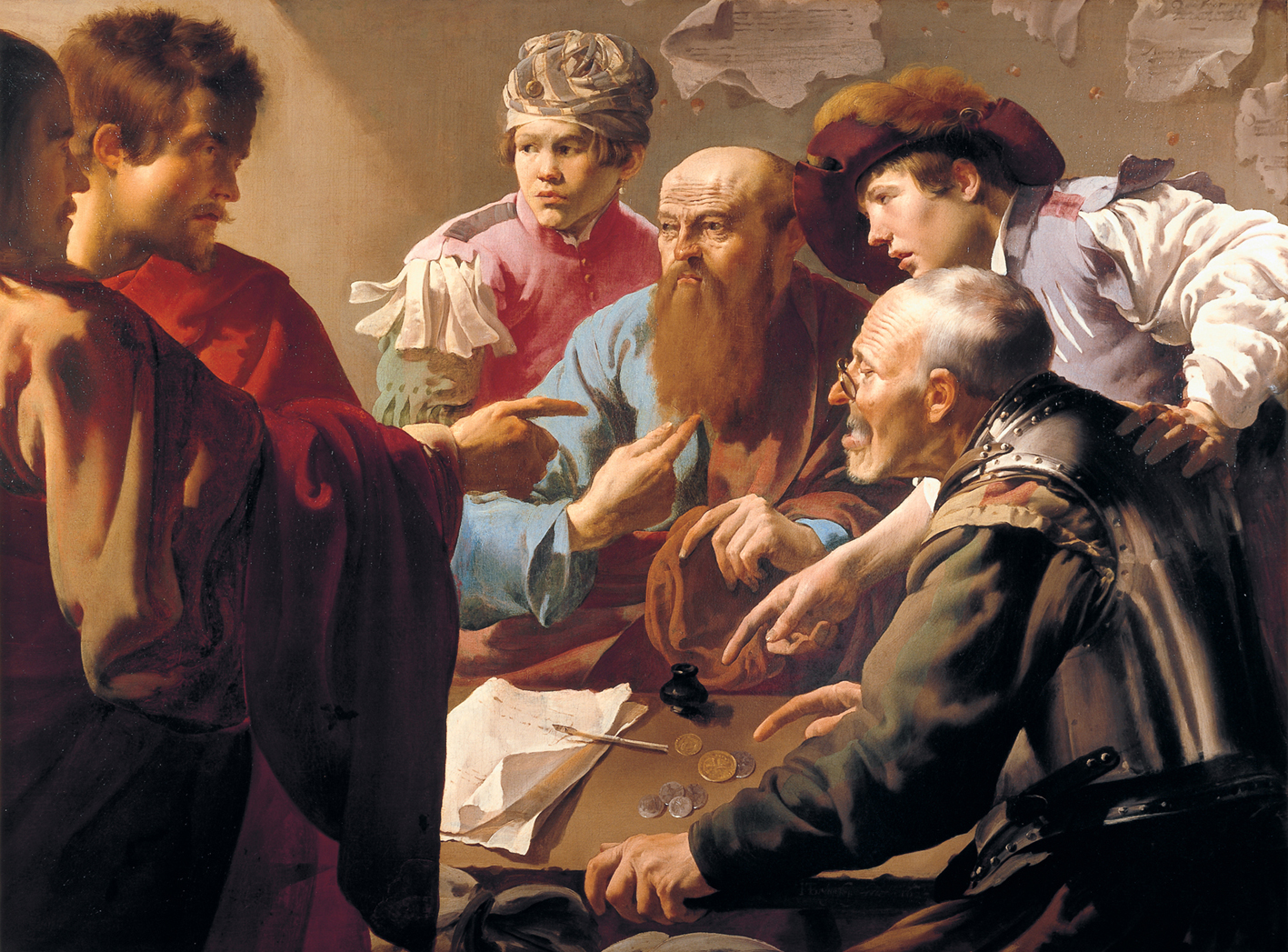
Призвание Святого Матфея. 1621. Холст, масло. Центральный музей Утрехта
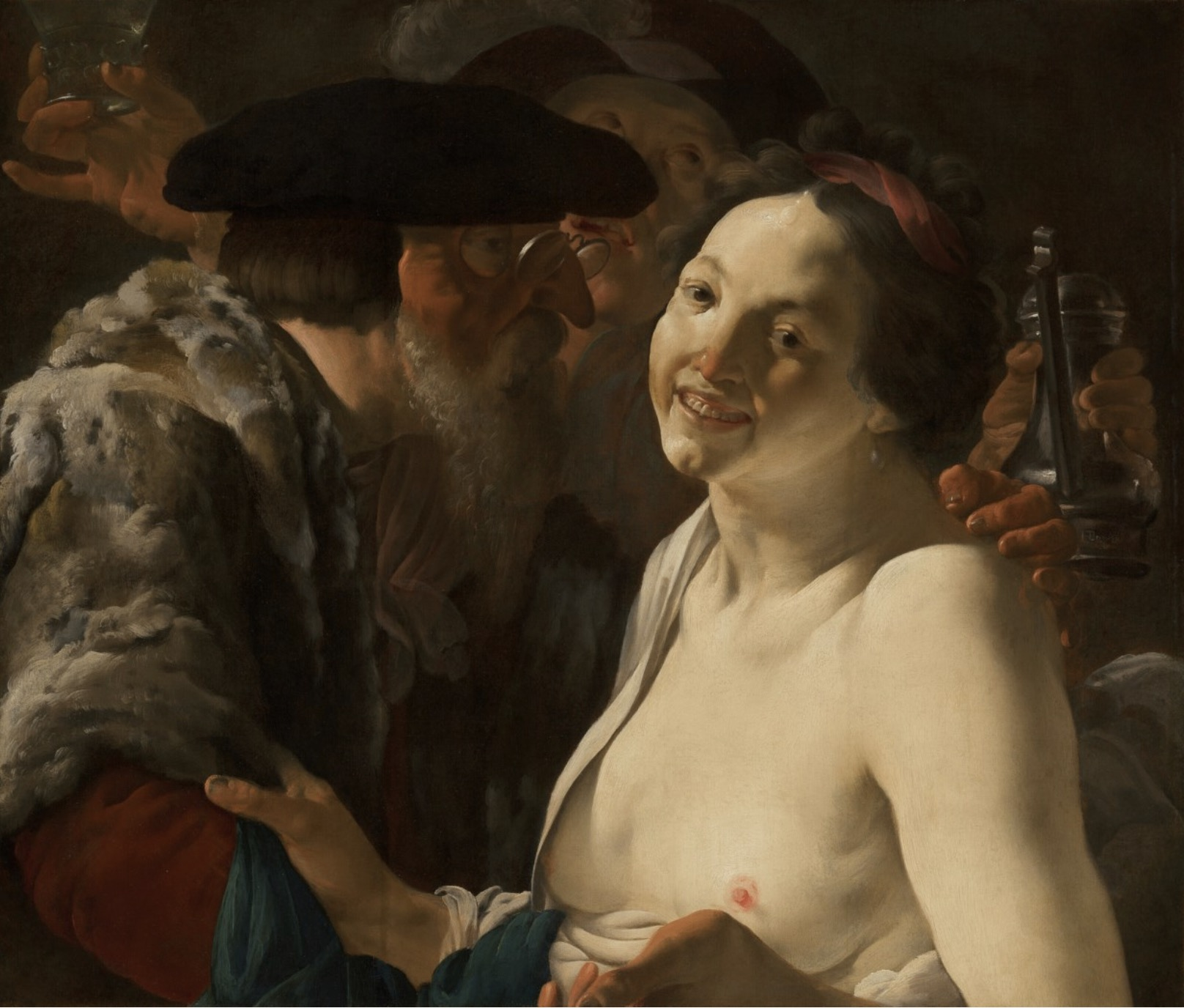
Неравная пара. Холст, масло. Частное собрание
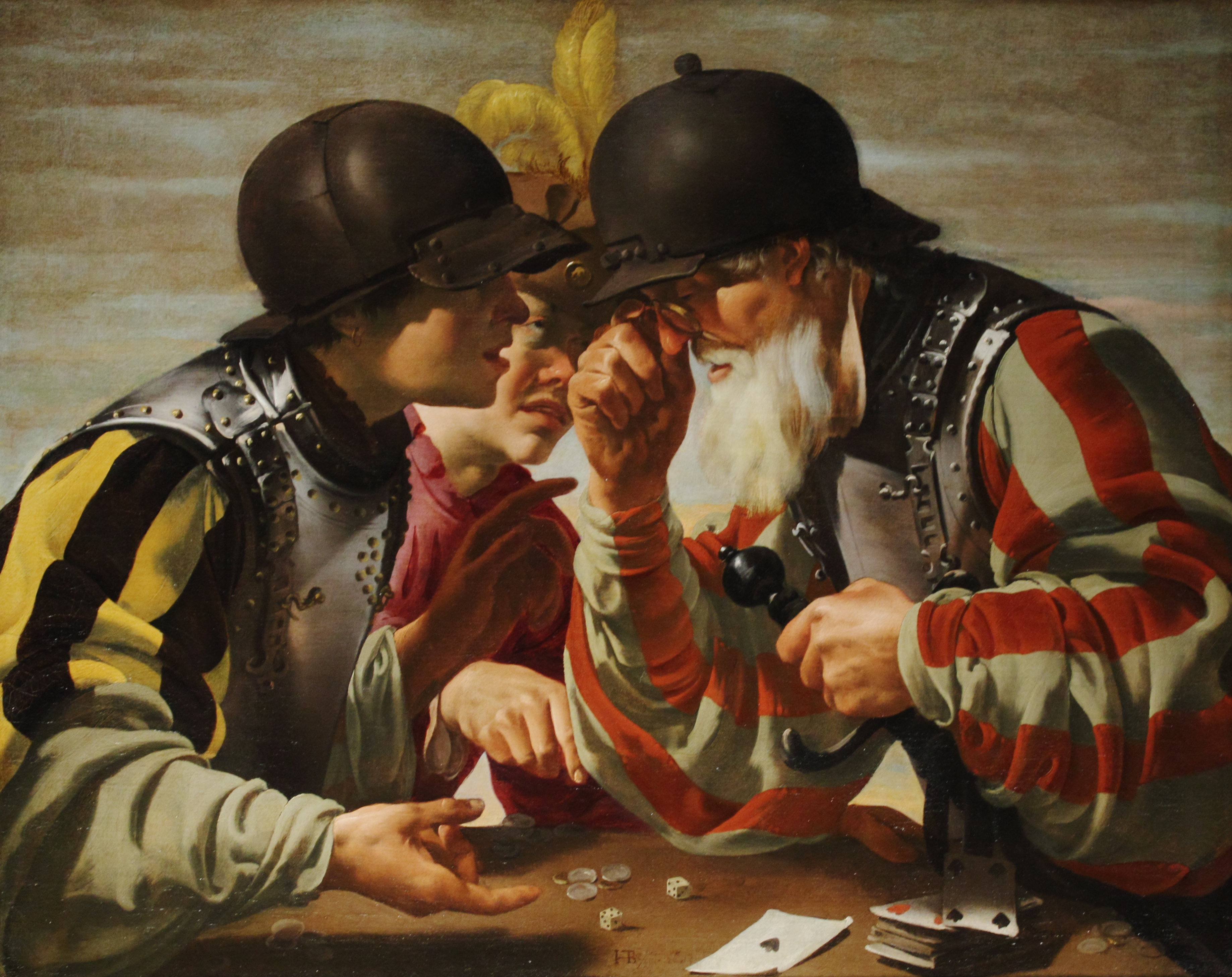
Игроки в карты. 1623. Холст, масло. Институт искусства, Миннеаполис, США
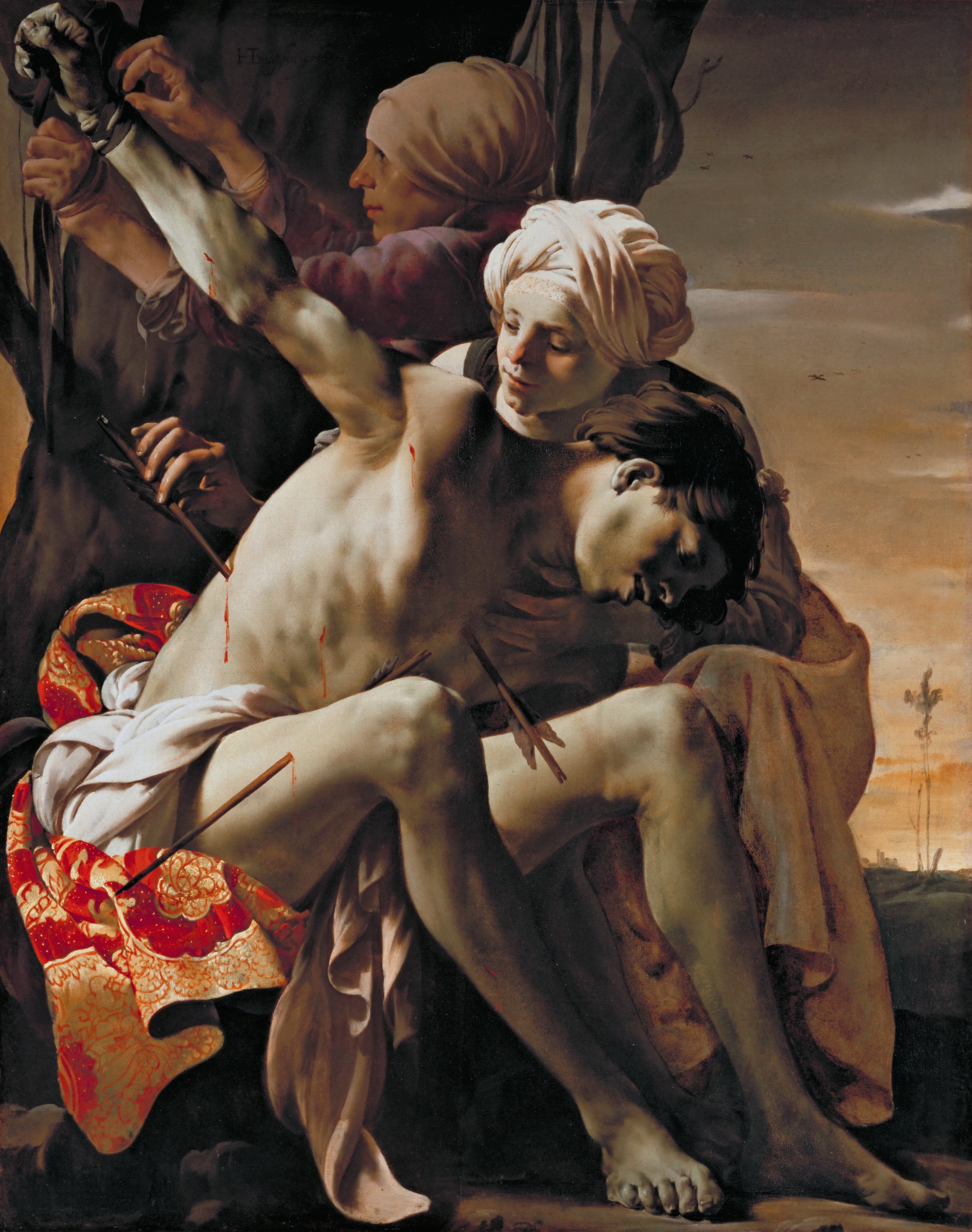
Святой Себастьян. 1625. Холст, масло. Мемориальный художественный музей Аллена, Оберлин, Огайо, США

## Ценовые рекорды
Работа «Волынщик» была продана 29 января 2009 года на аукционе Sotheby’s за $10,2 млн при эстимейте $4–6 млн.